# Équipe de Suisse de football en 2015
Cet article présente l'année 2015 pour l'équipe de Suisse de football. En juin, elle dispute son premier match à Thoune, à la Stockhorn Arena, qui se solde par une victoire face au Liechtenstein. Cette partie est également la première rencontre internationale disputée par la Suisse sur une pelouse artificielle, en prévision de la partie en Lituanie quatre jours plus tard.

## Évolution du classement
| Année | 2014     | 2015    | 2015    | 2015 | 2015  | 2015 | 2015 | 2015    | 2015 | 2015      | 2015    | 2015     | 2015     |
| Mois  | décembre | janvier | février | mars | avril | mai  | juin | juillet | août | septembre | octobre | novembre | décembre |
| Rang  | 12       | 12      | 11      | 12   | 9     | 9    | 11   | 18      | 17   | 17        | 12      | 11       | 12       |

## Bilan
|           | Nombre de matchs | Victoires | Défaites | Matchs nul | Buts marqués | Buts encaissés |
| Domicile  | 5                | 4         | 0        | 1          | 17           | 3              |
| Extérieur | 5                | 3         | 2        | 0          | 7            | 7              |
| Total     | 10               | 7         | 2        | 1          | 24           | 10             |

## Matchs et résultats
| Éliminatoires Euro 2016                          | Suisse                                | 3 - 0   | Estonie | Swissporarena, Lucerne                          |                                                 |
| 27 mars 2015 · 20:45 · Historique des rencontres | Schär 17e · Xhaka 27e · Seferović 80e | (2 - 0) |         | Spectateurs : 14 500 Arbitrage : Danny Makkelie | Spectateurs : 14 500 Arbitrage : Danny Makkelie |
| 27 mars 2015 · 20:45 · Historique des rencontres | Rapport                               |         |         | Spectateurs : 14 500 Arbitrage : Danny Makkelie | Spectateurs : 14 500 Arbitrage : Danny Makkelie |

| Match amical                                     | Suisse      | 1 - 1   | États-Unis | Letzigrund, Zurich                          |                                             |
| 31 mars 2015 · 18:08 · Historique des rencontres | Stocker 80e | (0 - 1) | 43e Shea   | Spectateurs : 16 100 Arbitrage : Luca Banti | Spectateurs : 16 100 Arbitrage : Luca Banti |
| 31 mars 2015 · 18:08 · Historique des rencontres | Rapport     |         |            | Spectateurs : 16 100 Arbitrage : Luca Banti | Spectateurs : 16 100 Arbitrage : Luca Banti |

| Match amical                                     | Suisse                         | 3 - 0   | Liechtenstein | Stockhorn Arena, Thoune                       |                                               |
| 10 juin 2014 · 20:15 · Historique des rencontres | Džemaili 29e 68e · Shaqiri 60e | (1 - 0) |               | Spectateurs : 8 100 Arbitrage : Richard Trutz | Spectateurs : 8 100 Arbitrage : Richard Trutz |
| 10 juin 2014 · 20:15 · Historique des rencontres | Rapport                        |         |               | Spectateurs : 8 100 Arbitrage : Richard Trutz | Spectateurs : 8 100 Arbitrage : Richard Trutz |

| Éliminatoires Euro 2016                          | Lituanie    | 1 - 2   | Suisse                  | Stade LFF, Vilnius                            |                                               |
| 14 juin 2015 · 20:45 · Historique des rencontres | Černych 64e | (0 - 0) | 68e Drmić · 84e Shaqiri | Spectateurs : 5 000 Arbitrage : Craig Thomson | Spectateurs : 5 000 Arbitrage : Craig Thomson |
| 14 juin 2015 · 20:45 · Historique des rencontres | Rapport     |         |                         | Spectateurs : 5 000 Arbitrage : Craig Thomson | Spectateurs : 5 000 Arbitrage : Craig Thomson |

| Éliminatoires Euro 2016                              | Suisse                        | 3 - 2   | Slovénie                  | Parc Saint-Jacques, Bâle                        |                                                 |
| 5 septembre 2015 · 20:45 · Historique des rencontres | Drmić 82e 90+4e · Stocker 84e | (0 - 1) | 45e Novakovič · 49e Cesar | Spectateurs : 25 750 Arbitrage : Pavel Královec | Spectateurs : 25 750 Arbitrage : Pavel Královec |
| 5 septembre 2015 · 20:45 · Historique des rencontres | Rapport                       |         |                           | Spectateurs : 25 750 Arbitrage : Pavel Královec | Spectateurs : 25 750 Arbitrage : Pavel Královec |

| Éliminatoires Euro 2016                              | Angleterre                   | 2 - 0   | Suisse | Wembley, Londres                                 |                                                  |
| 8 septembre 2015 · 20:45 · Historique des rencontres | Kane 67e · Rooney 84e (pen.) | (0 - 0) |        | Spectateurs : 75 751 Arbitrage : Gianluca Rocchi | Spectateurs : 75 751 Arbitrage : Gianluca Rocchi |
| 8 septembre 2015 · 20:45 · Historique des rencontres | Rapport                      |         |        | Spectateurs : 75 751 Arbitrage : Gianluca Rocchi | Spectateurs : 75 751 Arbitrage : Gianluca Rocchi |

| Éliminatoires Euro 2016                            | Suisse | 7 - 0   | Saint-Marin | AFG Arena, Saint-Gall                               |                                                     |
| 9 octobre 2015 · 20:45 · Historique des rencontres | Lang 16e · Inler 56e (pen.) · Mehmedi 66e · Djourou 72e (pen.) · Kasami 75e · Embolo 80e (pen.) · Derdiyok 89e | (1 - 0) |             | Spectateurs : 16 200 Arbitrage : Mattias Gestranius | Spectateurs : 16 200 Arbitrage : Mattias Gestranius |
| 9 octobre 2015 · 20:45 · Historique des rencontres | Rapport |         |             | Spectateurs : 16 200 Arbitrage : Mattias Gestranius | Spectateurs : 16 200 Arbitrage : Mattias Gestranius |

| Éliminatoires Euro 2016                             | Estonie | 0 - 1   | Suisse                    | A. Le Coq Arena, Tallinn                       |                                                |
| 12 octobre 2015 · 20:45 · Historique des rencontres |         | (0 - 0) | 90+4e (csc) Ragnar Klavan | Spectateurs : 7 304 Arbitrage : Pol van Boekel | Spectateurs : 7 304 Arbitrage : Pol van Boekel |
| 12 octobre 2015 · 20:45 · Historique des rencontres | Rapport |         |                           | Spectateurs : 7 304 Arbitrage : Pol van Boekel | Spectateurs : 7 304 Arbitrage : Pol van Boekel |

| Match amical                                         | Slovaquie               | 3 - 2   | Suisse                   | City Arena, Trnava                                |                                                   |
| 13 novembre 2015 · 20:45 · Historique des rencontres | Ďuriš 39e 48e · Mak 55e | (1 - 0) | 63e Derdiyok · 67e Drmić | Spectateurs : 17 582 Arbitrage : Miroslav Zelinka | Spectateurs : 17 582 Arbitrage : Miroslav Zelinka |
| 13 novembre 2015 · 20:45 · Historique des rencontres | Rapport                 |         |                          | Spectateurs : 17 582 Arbitrage : Miroslav Zelinka | Spectateurs : 17 582 Arbitrage : Miroslav Zelinka |

| Match amical                                         | Autriche  | 1 - 2   | Suisse           | Stade Ernst-Happel, Vienne                    |                                               |
| 17 novembre 2015 · 20:45 · Historique des rencontres | Alaba 13e | (1 - 2) | 9e 38e Seferović | Spectateurs : 30 000 Arbitrage : Manuel Gräfe | Spectateurs : 30 000 Arbitrage : Manuel Gräfe |
| 17 novembre 2015 · 20:45 · Historique des rencontres | Rapport   |         |                  | Spectateurs : 30 000 Arbitrage : Manuel Gräfe | Spectateurs : 30 000 Arbitrage : Manuel Gräfe |

## Classement des buteurs
| Buteur           | Compétition officielle | Matchs amicaux | Total |
| ---------------- | ---------------------- | -------------- | ----- |
| Josip Drmić      | 3                      | 1              | 4     |
| Haris Seferović  | 1                      | 2              | 3     |
| Eren Derdiyok    | 1                      | 1              | 2     |
| Xherdan Shaqiri  | 1                      | 1              | 2     |
| Valentin Stocker | 1                      | 1              | 2     |
| Blerim Džemaili  | 0                      | 2              | 2     |
| Johan Djourou    | 1                      | 0              | 1     |
| Breel Embolo     | 1                      | 0              | 1     |
| Gökhan Inler     | 1                      | 0              | 1     |
| Pajtim Kasami    | 1                      | 0              | 1     |
| Michael Lang     | 1                      | 0              | 1     |
| Admir Mehmedi    | 1                      | 0              | 1     |
| Fabian Schär     | 1                      | 0              | 1     |
| Granit Xhaka     | 1                      | 0              | 1     |
| contre son camp  | 1                      | 0              | 1     |